# Ákos Kecskés
Ákos Kecskés né le 4 janvier 1996 à Hódmezővásárhely, est un footballeur international hongrois. Il évolue au poste de défenseur central à l'AEL Limassol.

## Biographie

### En club

#### Atalanta Bergame (2012-2018)
Ákos Kecskés est formé à l'Atalanta Bergame. Il commence aussi sa carrière pro dans le club bergamasque.

##### Prêt au Újpest FC (2015-2017)
De 2015 à 2017, il est prêté au Újpest FC, il retourne dans son pays natal pour 2 saison.

##### Prêt en Pologne au Termalica Nieciecza (2017) et Korona Kielce (2018)
Il effectue des prêts en Pologne au Termalica Nieciecza et au Korona Kielce.

#### FC Lugano (2018-2021)
Il est transféré au FC Lugano en 2018, il rejoint la Super League. Il reste 3 saisons dans le club Tessinois.

#### FK Nijni Novgorod (depuis 2021)
Il rejoint un club russe le FK Nijni Novgorod en 2021. Il signe un contrat allant jusqu'en juin 2023.

### En équipe nationale
Avec les moins de 20 ans, il participe à la Coupe du monde des moins de 20 ans en 2015. Lors du mondial junior organisé en Nouvelle-Zélande, il joue quatre matchs en officiant comme capitaine. Il se met en évidence en délivrant une passe décisive contre le Brésil en phase de groupe. La Hongrie s'incline en huitièmes de finale face à la Serbie, après prolongation.
Le 3 septembre 2020, il figure pour la première fois sur le banc des remplaçants de l'équipe nationale A, mais sans entrer en jeu, lors d'une rencontre face à la Turquie. Ce match gagné 0-1 rentre dans le cadre de la Ligue des nations. Il reçoit finalement sa première sélection en équipe de Hongrie, à nouveau lors d'un match de Ligue des nations, contre la Serbie le 15 novembre 2020 (match nul 1-1).
Le 1er juin 2021, il est retenu dans la liste des 26 joueurs hongrois du sélectionneur Marco Rossi pour participer à l'Euro 2020. Lors de cette compétition, il doit se contenter du banc des remplaçants et ne joue aucun match. Avec un bilan de deux nuls et une défaite, la Hongrie est éliminée dès le premier tour.